# Nishi (Osaka)
Nishi (西区, Nishi-ku) és un del 24 districtes urbans de la ciutat d'Osaka, capital de la prefectura homònima, a la regió de Kansai, Japó. Nishi és un districte fonamentalment econòmic i central més que residencial. El nom del districte es pot traduir al català com a "oest" u "occident", fent referència a la posició geogràfica del districte a la ciutat.

## Geografia
El districte urbà de Nishi es troba localitzat al centre geogràfic de la ciutat d'Osaka, capital de la prefectura homònima. El territori del districte limita amb els de Konohana, Fukushima i Kita al nord, amb Naniwa i Taishō al sud, amb Minato a l'oest i Chūō a l'est.

### Barris
Els chōchō o barris del districte són els següents:
- Ajigawa (安治川)
- Awaza (阿波座)
- Itachibori (立売堀)
- Utsubo-Honmachi (靱本町)
- Edobori (江戸堀)
- Enokojima (江之子島)
- Kawaguchi (川口)
- Kita-Horie (北堀江)
- Kyōmachibori (京町堀)
- Kujō (九条)
- Kujō-Minami (九条南)
- Sakaigawa (境川)
- Shin-machi (新町)
- Chiyozaki (千代崎)
- Tosabori (土佐堀)
- Nishi-Honmachi (西本町)
- Honden (本田)
- Minami-Horie (南堀江)

## Història
El districte de Nishi va ser creat l'any 1879, sent fundat alhora que la ciutat d'Osaka i sent el districte urbà més antic d'aquesta junt amb Kita. Durant la Segona Guerra Mundial, aproximadament el 80 percent del territori del districte va ser destruït, no tornant a recuperar-se fins a mitjans de la dècada de 1960.

## Demografia
| 1920   | 1930   | 1940   | 1950    | 1960 | 1970   | 1980   |
| ------ | ------ | ------ | ------- | ---- | ------ | ------ |
| ND     | ND     | ND     | ND      | ND   | 56.980 | 53.695 |
| 1990   | 2000   | 2010   | 2020    | 2030 | 2040   | 2050   |
| 59.288 | 63.402 | 83.058 | 104.811 | -    | -      | -      |

## Transport

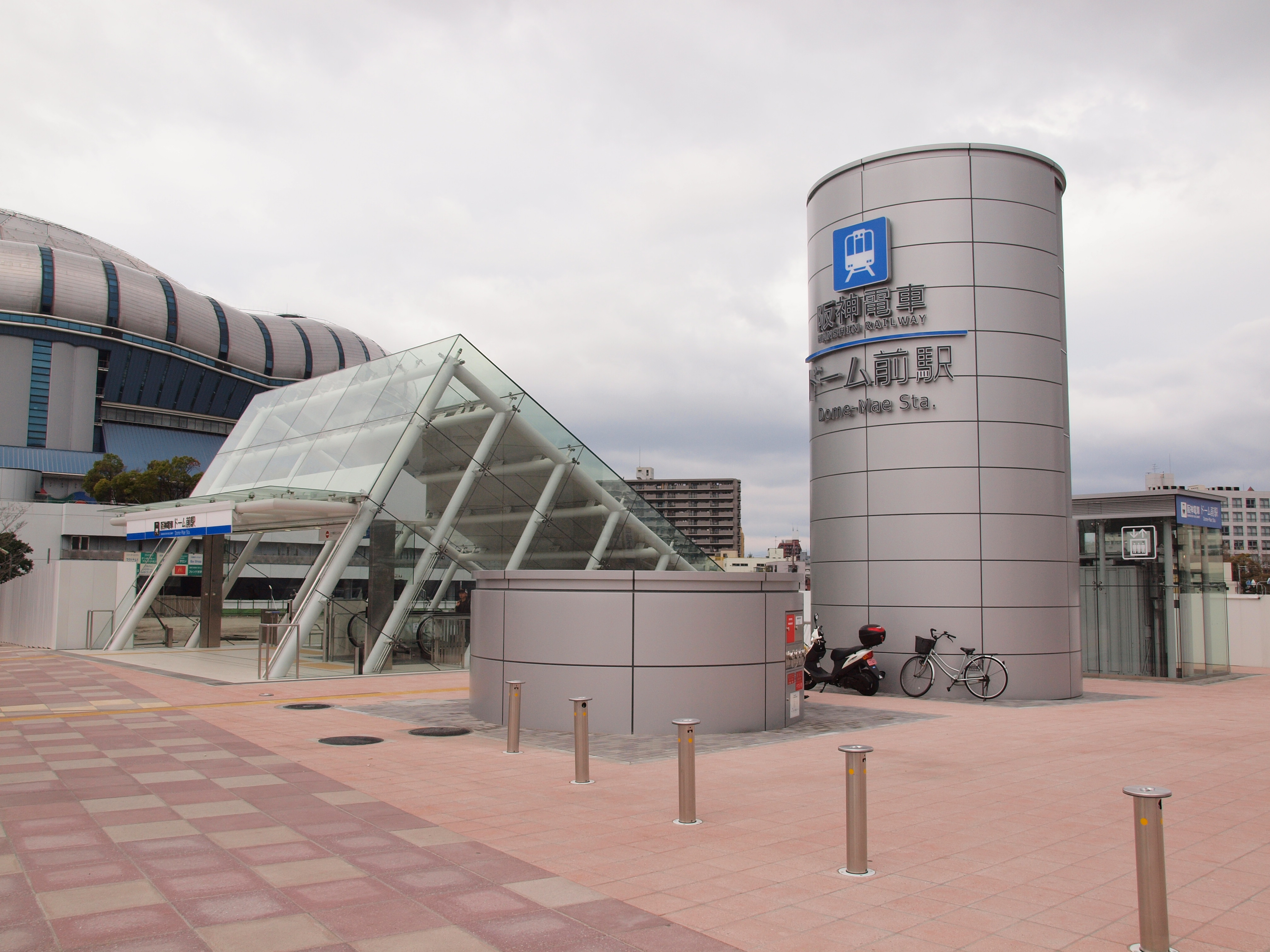
Estació de Dome-mae

### Ferrocarril
- Metro d'Osaka
  - Higobashi - Honmachi - Yotsubashi - Kujō - Awaza - Nishi-Nagahori - Dome-mae Chiyozaki - Nishi-Ōhashi
- Ferrocarril Elèctric Hanshin
  - Kujô - Dome-mae

### Carretera
- Autopista Hanshin
- Carreteres prefecturals